# Paracles herbuloti
Paracles herbuloti is een beervlinder uit de familie van de spinneruilen (Erebidae). De wetenschappelijke naam van de soort is voor het eerst geldig gepubliceerd in 1975 door de Toulgoët.